# 加津佐町
加津佐町（かづさまち）は、長崎県の島原半島にあった町。南高来郡に属した。主な産業は農林水産業で、特にジャガイモは町の特産品にもなっている。夏になると海水浴客で賑わう。戦国時代にあったコレジオで、天正遣欧少年使節が持ち帰った活版印刷機を用い、日本初の金属活字本であるキリシタン版『サントスの御作業の内抜書』が出版された。
2006年3月31日、周辺7町と対等合併して市制施行し、南島原市となった。

## 地理
島原半島の南西部に位置する。
- 山：愛宕山、鳳上岳
- 河川：小松川、津波見（つばみ）川、堀川、山口川、榎田川、芦田川、越崎川、谷光川、北ヶ峰川
- 溜池：中原溜池

### 隣接する自治体
- 雲仙市
- 南高来郡口之津町、南有馬町

## 歴史
- 1889年（明治22年）4月1日 - 町村制施行により、南高来郡加津佐村が単独村制にて発足。
- 1928年（昭和3年）1月1日 - 加津佐村が町制施行。加津佐町となる[3]。
- 2006年（平成18年）3月31日 - 口之津町・南有馬町・北有馬町・西有家町・有家町・布津町・深江町と合併し市制施行。南島原市が発足し、加津佐町は自治体として消滅。

## 首長
町長
- 栗原大島太郎

## 地域

### 地名
名を行政区域とする。加津佐町は1889年の町村制施行時に単独で自治体として発足したため、大字は無し。（発足当初は加津佐村）
なお、加津佐町では名の名称を十干に置き換えて表記する。
- 甲 / 津波見名（つばみ）
- 乙 / 野田名
- 丙 / 下宮原名（しもみやばら、しもみやばる）
- 丁 / 上宮原名（かみみやばら、かみみやばる）
- 戊 / 六反田名
- 己 / 水下津名[4]（すいげつ）

## 教育

### 中学校
- 加津佐町立加津佐中学校

### 小学校
- 加津佐町立加津佐小学校
- 加津佐町立野田小学校

## 交通

### 空港
町内に空港はない。最寄り空港は長崎空港。

### 鉄道
島原鉄道
- 島原鉄道線

加津佐駅
この駅を含む路線の一部区間は、2008年（平成20年）3月31日限りで廃止となった。

### バス路線

#### 一般路線バス
- 島原鉄道バス
- 長崎県営バス（2007年3月31日限りで廃止）

### 道路

#### 一般国道
- 国道251号
- 国道389号

## 名所・旧跡・観光スポット・祭事・催事
- 大梅の塔[5]
- かづさ釣りランド
- 前浜海水浴場
- 長崎・かづさイルカウォッチング

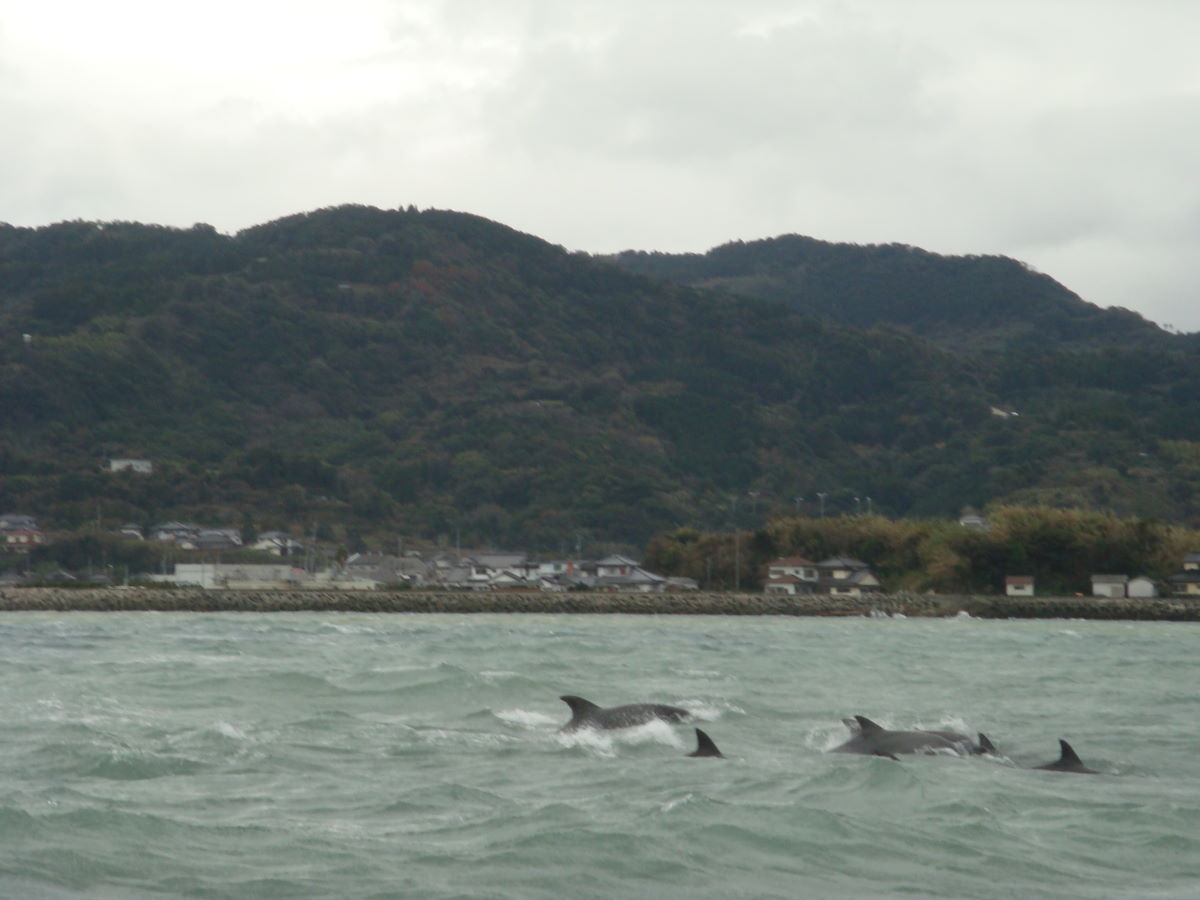
通詞島近辺でのイルカウォッチング

- 岩戸山と岩戸山樹叢（国天然記念物）[6] [7]  - かつては島だった。
- 円通寺（巌吼寺）- 最盛期には僧300人、諸国からの雲水1500人に及んだ。

### 百選
- 野田浜（日本の白砂青松100選）

## 加津佐町出身の有名人
- 久間章生 - 政治家
- 岡部まり - タレント
- 氏原ワタル - ミュージシャン